# Diadinoxanthine
La diadinoxanthine est un pigment photosynthétique caroténoïde présent dans le phytoplancton apparentée aux xanthophylles telles que la diatoxanthine et la dinoxanthine.